# Svante Grände
Svante Grände (26 de marzo de 1947 - 14 de octubre de 1975) fue un trabajador humanitario sueco y guerrillero en Argentina durante la década de 1970. Fue uno de los dos ciudadanos suecos conocidos que fueron muertos en la "Guerra Sucia" en Argentina, siendo el otro Dagmar Hagelin.

## Biografía
Grände nació en Tvååker, Suecia, y fue el quinto de siete hijos del vicario Gustaf Grände y Anna-Carin Crona. Su padre  era miembro de una entidad de ayuda  que trabajó en Chile desde el año 1971 hasta el golpe de estado de Pinochet .Decidió viajar a Latinoamérica a trabajar como profesor de niños que necesitaran aprender a leer y escribir. En 1972 ingresó a trabajar como técnico al Complejo Panguipulli, una gran empresa maderera nacionalizada por el presidente Allende y ubicada en la cordillera de la provincia de Valdivia, muy próxima a la frontera con Argentina. Svante  se convirtió en un trabajador humanitario (parte de UBV) en Chile en 1971 y después del golpe de Estado de 1973 se unió al Movimiento de Izquierda Revolucionaria (MIR), una organización político-social marxista-leninista y guevarista chilena, fundada en agosto de 1965 inicialmente como organización político-militar guerrillera que pretendía constituirse en vanguardia de sectores obreros y campesinos para el «derrocamiento del sistema capitalista y su reemplazo por un gobierno de obreros y campesinos». En esta organización recibió el título de El Comandante Julio. Después de meses huyendo en las montañas del sur de Chile, él y otros guerrilleros sobrevivientes pudieron escapar a Argentina.  Grände se unió al Ejército Revolucionario del Pueblo (ERP) luego de la Masacre de Capilla del Rosario en Catamarca y se integró a la Compañía de Monte Ramón Rosa Jiménez del ERP en Argentina. que operaba en Tucumán y se convirtió en teniente a principios de 1975.
Participó del  asesinato del Capitán Viola y su pequeña hijita María Cristina de tres años de edad, en el cual también hirieron gravemente a su otra hija María Fernanda de cinco años, delante de su esposa embarazada.  Viola era un miembro de la inteligencia militar argentina. Dicha acción fue una represalia del ERP en respuesta al fusilamiento de sus combatientes en Catamarca, hecho que se conoce como masacre de capilla del rosario . Luego de la muerte accidental de la hija de Viola el ERP suspendió la campaña de represalia. No existe prueba alguna de que el ERP quisiera intencionalmente dañar a las menores de edad. Si bien la organización asumió su responsabilidad por el daño infringido, del relato que hacen en sus partes oficiales surge que la intención no era matar a la niña sino asesinar a su padre delante de sus ojos, pero inesperadamente una bala la impactó "de rebote" (sic) cuando estaban ejecutando los disparos de gracia.
Grände fue muerto por el ejército argentino en una emboscada el 14 de octubre de 1975 en la provincia de Tucumán,  en una finca de Yacuchina. En ese momento era parte de la compañía  de monte  "Ramón Rosa Jiménez" del ERP.